# Kevin Sammut
Kevin Sammut (ur. 26 maja 1981 w Sliemie) – piłkarz maltański grający na pozycji pomocnika. Mierzy 175 cm wzrostu. Od 2005 roku jest zawodnikiem klubu Valletta FC. W reprezentacji Malty zadebiutował w 2005 roku. Do tej pory rozegrał w niej 36 meczów (stan na 9 grudnia 2012).